# Ångrar dig
Ångrar dig (engelska: Regretting You) är en kommande amerikansk dramafilm, med premiär planerad till 2025. Den är regisserad av Josh Boone, med manus skrivet av Colleen Hoover och Susan McMartin, som i sin tur är baserad på en roman med samma namn av Colleen Hoover.
Filmen har en förväntat svensk premiär den 31 oktober 2025.

## Handling
Filmen handlar om Morgan Grant som har ett ansträngt förhållande till sin tonårsdotter Clara. Detta förvärras ytterligare av Morgans man Chris tragiska död.

## Rollista (i urval)
- Mckenna Grace - Clara Grant
- Mason Thames - Miller Adams
- Allison Williams - Morgan Grant
- Dave Franco - Jonah